# Burg Korzkiew

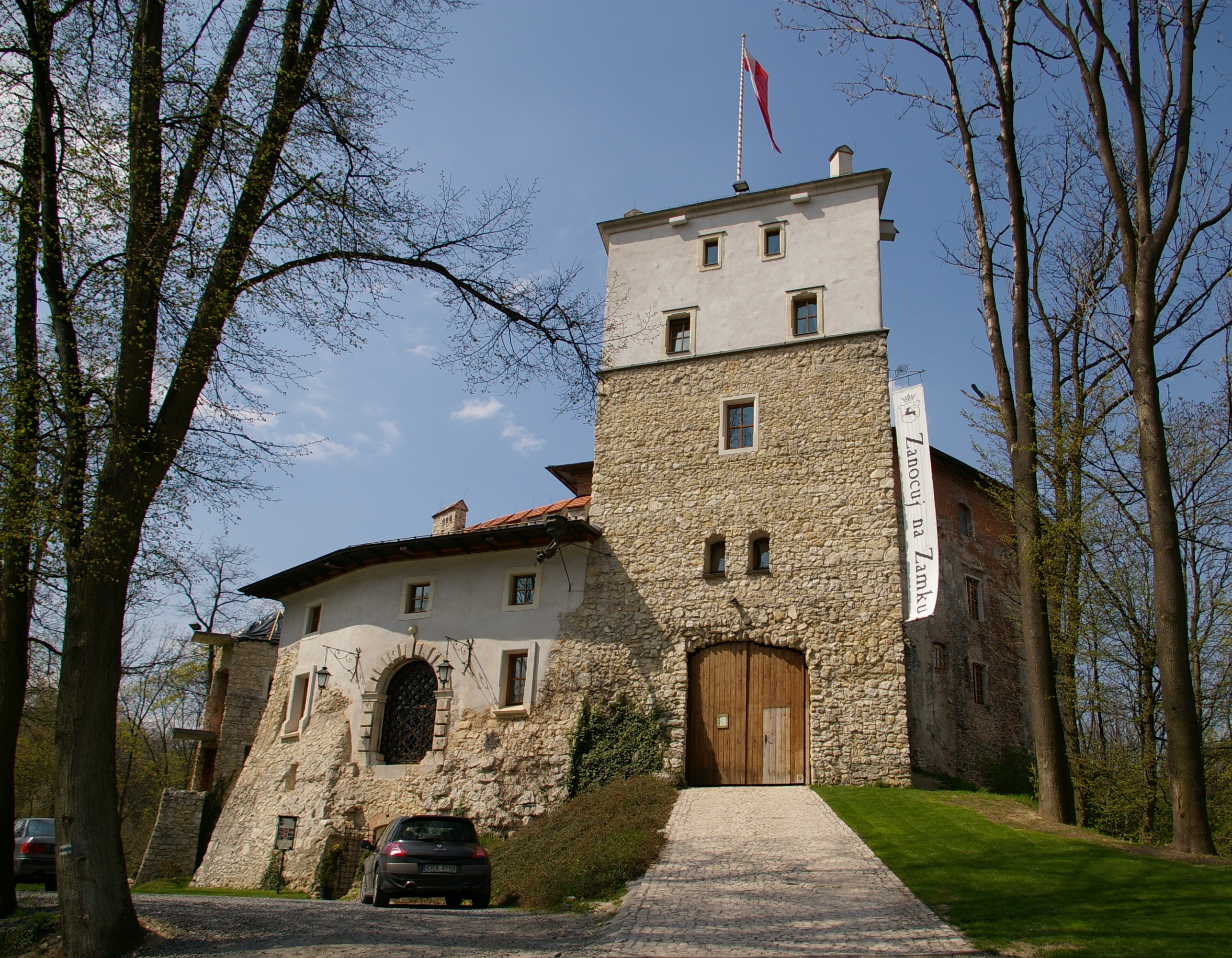
Burg Korzkiew, Torbereich

Die Burg Korzkiew (polnisch Zamek w Korzkwi) ist eine Burg in Korzkiew unweit von Krakau im Krakau-Tschenstochauer Jura in der polnischen Woiwodschaft Kleinpolen. Sie ist eine der Adlerhorstburgen aus dem 14. Jahrhundert an der ehemaligen Grenze zwischen dem Königreich Polen und dem Königreich Böhmen. Die Höhenburg liegt auf dem gleichnamigen Felsen, der von dem Fluss Korzkiewka umflossen wird.

## Geschichte
1352 erwarb der Krakauer Richter Jan de Syrokomla den Felsen und errichtete auf ihm eine erste Burganlage. 1388 ist erstmals ein Burggraf nachweisbar. Der Enkel des Erbauers, Zaklika Korzkiewski nahm an der Schlacht bei Tannenberg im Jahr 1410 teil. 1468 ging die Burg an Szczepan Świętopełk Bolestraszycki und 1517 an der Krakauer Ratsherren Piotr Krupek. 1545 erwarb Piotr Zborowski die Burg. Später waren die Ługowski und die Jordan Eigentümer der Burg. Letztere bauten die Burg um 1720 im Barockstil aus und hatten König August III. hier zu Gast. Teodor Wessel erwarb die Burg von den Jordan und vermachte sie nach seinem Tod den Wodzicki. 1805 verließ die letzte Wodzicki die Burg und zog in sein neues Schloss am Ortsrand um. Die Burg blieb seither unbewohnt und verfiel. 1997 erwarb sie der Architekt Jerzy Donimirski, der sie seither restauriert hat und in der Burg ein Hotel betreibt.